# تپه‌حصار بزرگ
تپه حصار بزرگ مربوط به دوره ساسانیان - دوران‌های تاریخی پس از اسلام است و در شهرستان خدابنده، بخش مرکزی، روستای بیجقین واقع شده و این اثر در تاریخ ۱۷ اسفند ۱۳۸۱ با شمارهٔ ثبت ۷۸۰۳ به‌عنوان یکی از آثار ملی ایران به ثبت رسیده است.